# Клейнпауль, Рудольф
Рудольф Клейнпауль (нем. Rudolf Kleinpaul; 9 марта 1845, Гросграбе — 1918) — немецкий писатель. Много путешествовал.

## Сочинения
- «Die Dahabîye: Reiseskizzen aus Ägypten» (Штутгарт, 1879);
- «Roma Capitale: Römische Lebens- und Landschaftsbilder» (Лейпциг, 1880);
- «Mediterranea: Lebens- und Landschaftsbilder von den Küsten des Mittelmeers» (Лейпциг, 1881);
- «Kreuziget ihn! Welsche Reiseabenteuer» (2 изд., Лейпциг, 1882);
- «Der Prinzenraub» (драма, Лейпциг, 1884);
- «Die Rätsel der Sprache» (Лейпциг, 1890);
- «Das Stromgebiet der Sprache» (Лейпциг, 1892);
- «Menschenopfer und Ritualmorde» (Лейпциг, 1892);
- «Das Mittelalter» (Лейпциг, 1893.) и др.